# تيفاني فام
تيفاني فام (بالإنجليزية: Tiffany Pham)‏‏ (27 نوفمبر 1986 - ) مسيرة أعمال ومؤسس ورئيس تنفيذي لشركة "Mogul".

## التعليم
تخرجت تيفاني فام بامتياز من جامعة ييل وكلية هارفارد للأعمال.